# Зельоне (Лодзинське воєводство)
Зельоне (пол. Zielone) — село в Польщі, у гміні Рава-Мазовецька Равського повіту Лодзинського воєводства.
Населення — 96 осіб (2011).
У 1975-1998 роках село належало до Скерневицького воєводства.

## Демографія
Демографічна структура станом на 31 березня 2011 року:
|          | Загалом | Допрацездатний вік | Працездатний вік | Постпрацездатний вік |
| -------- | ------- | ------------------ | ---------------- | -------------------- |
| Чоловіки | 48      | 14                 | 27               | 7                    |
| Жінки    | 48      | 14                 | 26               | 8                    |
| Разом    | 96      | 28                 | 53               | 15                   |